# أنبوبي المئبر
أنبوبي المئبر (الاسم العلمي: Aulotandra)، جنس نباتات من فصيلة الزنجبيلية مهدها الكاميرون ومدغشقر
- Aulotandra angustifolia H.Perrier - مدغشقر
- Aulotandra humbertii H.Perrier - مدغشقر
- Aulotandra kamerunensis Loes - الكاميرون
- Aulotandra madagascariensis Gagnep. - مدغشقر
- Aulotandra trialata H.Perrier - مدغشقر
- Aulotandra trigonocarpa H.Perrier - مدغشقر